# Frikvarteret
Frikvarteret er en dansk dokumentarfilm fra 1995 med instruktion og manuskript af Lise Roos.

## Handling
Vi er de børn vores forældre advarede os imod - lyder en af de mange graffitier, der pryder kantinen på Falkonergårdens Gymnasium på Frederiksberg. Her er eleverne overladt til sig selv, her oplever de at have et frit kvarter, her kan man snakke eller sove, her kan man gemme sig eller vise sig frem, og her hersker helt andre normer og regler end i timerne og hjemmene. Instruktøren Lise Roos har i fem afsnit indfanget den specielle atmosfære, gransket årgang 1995's ansigter og kropssprog - og lyttet til de unges meninger, tanker og drømme. Resultatet er blevet et fornemt generationsportræt, en præcis dokumentation og en fastholden af tiden og dens ånd.